# Конституция
Конститу́ция (от лат. constitutio — «устройство, установление, сложение») — основной закон государства, особый нормативный правовой акт, имеющий высшую юридическую силу.
Конституция определяет основы политической, правовой и экономической систем государства. Конститу́ция — учредительный документ государства, в котором изложены основные цели создания государства. В подавляющем большинстве стран Конституция принимается учредительным собранием либо путём референдума. Конституции дается такое юридическое обозначение: нормативный правовой акт высшей юридической силы государства (или государственно-территориального содружества в межгосударственных объединениях), закрепляющий основы политической, экономической и правовой систем данного государства или содружества, основы правового статуса государства и личности, их права и обязанности. Конституция в материальном смысле — совокупность правовых норм, определяющих высшие органы государства, порядок их формирования и функционирования, их взаимные отношения и компетенцию, а также принципиальное положение индивида по отношению к государственной власти. Теория общественного договора определяет Конституцию как договор между населением и государством, где определяется порядок формирования государства и взаимоотношение сторон. В праве различают юридическое и фактическое понятие конституции. Юридическая конституция — системы правовых норм, которые регулируют определённый круг общественных отношений. Фактическую конституцию составляют реально существующие отношения.

## Классификация
По форме конституции делятся на две группы: писаные и неписаные.
Писаные конституции (конституции в формальном смысле) представляют собой либо единый нормативный акт (существуют в подавляющем большинстве стран), либо совокупность нескольких конституционных или органических законов (например, Конституция Швеции, Конституция Испании).
Неписаные конституции состоят из норм конституционного характера, «разбросанных» по большому количеству актов, а также содержащихся в конституционных обычаях (характерны для стран англосаксонской правовой семьи (за исключением США), Конституция Великобритании).
В свою очередь, писаные конституции делятся на:
- Кодифицированные (состоящие из одного нормативного акта под названием Конституция). Пример — конституции Германии, Франции, Италии, России, США.
- Некодифицированные (состоящие из законов, судебных прецедентов, правовых обычаев, доктрин и имеющие совокупное нигде не закреплённое название «конституция»). К таким относятся конституции Новой Зеландии, Великобритании, Швеции.

Конституции составляются и принимаются:
- чрезвычайно созываемым парламентом (Учредительным собранием) (например, Конституция Франции, Конституция Италии 1947 года, Конституция Чехословакии 1948 года, Конституция Югославии 1946 года, Конституция Румынии, Конституция Албании 1946 года, Конституция Германии 1919 года, Конституция Греции, Конституции Болгарии, Конституции Польши 1920 и 1952 годов, Конституция Норвегии)[4];
- регулярным парламентом (например, Конституция Дании, Конституция РСФСР 1978 года, Конституция ГДР 1968 года, Конституции Венгрии 1949 и 2011 года, Конституция Польши 1997 года)
- съездом органов классового представительства (Конституции РСФСР 1918 года, 1925 года, 1937 года)
- временным парламентом (Конституция Чехословакии 1919 года, Конституция ФРГ 1949 года, Конституция ГДР 1949 года)
- народом, минуя выборные органы (Конституция Франции 1958 года, Конституция России 1993 года)
- главой государства[4] (Конституция Франции 1814 года, Конституция Италии 1861 года, Основные Законы Российской Империи 1906 года);

Также в конституции обычно устанавливается порядок принятия поправок и дополнений:
- Гибкие конституции — конституции, изменения и дополнения в которые вносятся обычным парламентом квалифицированным большинством голосов (Конституции РСФСР 1937 и 1978 года, Конституция Италии[6], конституции Германии 1919 года[7] и 1949 года[8], Конституция Австрии, Конституция Франции 1946 года, Конституция Польши 1921 года, Конституция Чехословакии 1920 года, Конституция Латвии, Конституция Литвы 1922 года;
- Жёсткие конституции — конституции, для изменений и дополнений в которых необходимо также согласие специально созываемого парламента (Конституция Болгарии, Конституция Франции 1848 года), либо проведения досрочных выборов в обычный парламент (конституции Дании[9], Швеции[10], Норвегии[11], Финляндии[12], Исландии[13], Нидерландов[14], Бельгии[15], Югославии 1921 года, Румынии 1923 года).

По охвату:
- общегосударственные конституции;
- конституции субъектов федерации (конституции штатов США, земель Германии, земель Австрии, кантонов Швейцарии, штатов Индии, союзных республик СССР) и автономных государств.

Кроме того, конституции делятся по срокам их действия на постоянные и временные.

## Отличие Конституции от иных нормативных правовых актов
Конституция имеет несколько отличий от других законодательных актов:
- Имеет учредительный характер (закрепляет государственный строй, основные обязанности и права (свободы), определяет форму государства и систему высших органов государственной власти);
- Обладает высшей юридической силой (действие конституции распространяется на всей территории государства. Все законы и иные правовые акты государственных органов издаются на основе конституции и в соответствии с ней);
- Отличается относительной стабильностью;
- Является базой для текущего законодательства;
- Отличается особым порядком принятия и изменения;
- Является нормативным актом прямого действия (конституционные нормы действуют без утверждения какими-либо органами государственной власти или должностными лицами);
- Обладает верховенством на всей территории государства.

## Содержание Конституций
Как правило, все конституционные акты сходны по своему содержанию. Они включают в себя следующие положения:
- Определение организации государственной власти, права и полномочия органов власти и её отношения к гражданам.
- Обязанности и основные права граждан — гражданские свободы.

К ним относятся следующие гражданские права и обязанности:
1. Право личной неприкосновенности, то есть контроль суда над арестами, обысками, тайна частной переписки.
2. Свобода труда и передвижения, то есть отмена полицейской паспортной системы.
3. Свобода совести.
4. Свобода слова и печати.
5. Гражданское равенство — уничтожение сословных привилегий и вероисповедных ограничений.
6. Свобода собраний и союзов.
7. Право подавать петиции.
8. Право граждан принимать участие в народном и местном областном представительстве, в контроле за деятельностью властей, в политической и общественной деятельности страны.

Совокупность данных положений именуется конституционным правом, а их система называется конституционализмом.

## Функции Конституции
Вне зависимости от социальной системы государства, каждой конституции присуще некоторые функции:
- Учредительная функция.

Согласно этой функции конституция, которая появляется в результате существенных изменений в общественной жизни, становится политической и правовой основой для её дальнейшего развития. Таким образом, Конституция либо закрепляет уже существующие человеческие деяния, либо создаёт предпосылки для создания новых общественных отношений, созревших в обществе, но не возникнувших из-за отсутствия для них правовой базы, которая и учреждается с принятием Конституции. Также учредительные начала проявляются по отношению к политической (общественной) системе государства в целом к конкретным государственно-правовым институтам, существующим в данной стране.
- Организаторская функция не только закрепляет достигнутые результаты, но в то же время ставит перед обществом и государством новые задачи. Также она увеличивает политическую активность, направляет государственные органы и общественные объединения, всех граждан на осуществление деятельности в духе и рамках нового основного закона. Таким образом, Конституция не только отражает роль соответствующих факторов, но в то же время содержит определённые механизмы, которые необходимы для их достижения.
- Внешнеполитическая функция обращена не только к политической жизни, но одновременно является фундаментом внешнеполитической деятельности государства.
- Идеологическая функция заключается в закреплении в Конституции положений определённого политического учения в качестве господствующих. Примером осуществления этой функции могут служить Конституции СССР.
- Гуманистическая функция. Конституция воплощает общечеловеческие ценности, закрепляет права и свободы, характерные для цивилизованного общества, объявляет составной частью правовой системы государства общепризнанные принципы и нормы международного права.
- Юридическая функция.

Сущность юридической функции заключается в том, что она становится основой новой правовой системы и правопорядка в стране, а также сама регулирует общественные отношения и как документ прямого действия является почвой для их возникновения. Кроме того, она дает импульс для развития законодательства и принятия большого количества новых нормативно-правовых актов, воплощающих общие идеи и отдельные положения Конституции.
Для контроля за соответствием конституции принимаемых решений может существовать специальный орган судебной власти — Конституционный суд. В некоторых странах его функции выполняет другой орган власти, например Верховный суд.

## Конституция как основной нормативный правовой акт
Каждая конституция обладает признаками (юридическими свойствами), определяющими её в качестве основного нормативного правового акта государства. К ним относятся:
- Конституция относится к числу правовых актов и обладает всеми его чертами. Она имеет как юридическое верховенство над всеми другими нормативными актами, так и политическое верховенство — органы высшего управления государства не могут действовать вразрез с её положениями.

Примером такого единого высшего акта является Конституция РФ. В конституционном праве подобный документ принято называть «писаной конституцией». При отсутствии единого документа в качестве конституционного признаются акты разных лет, т. н. «неписаные конституции».
В некоторых странах к основному нормативному правовому акту могут быть привязаны один или несколько нормативных актов, которые обычно именуются конституционными законами. Иногда в качестве основного нормативного правового акта выступают священные тексты, нормам которых не могут противоречить законы, принимаемые в государстве.
- Верховенство Конституции означает наличие у неё высшей юридической силы по отношению к другим нормативным документам. Это касается не только федеральных законов, но и федеральных конституционных законов. Они должны в полной мере соответствовать положениям, закреплённым в Конституции и не могут им противоречить ни при каких обстоятельствах.
- Конституция — законодательная база, которая определяет характер и содержание существующего в стране законодательства.

Законодательство развивает предписания Конституции. Оно исходит из её положений при регулировании различных общественных отношений. Конституции часто предусматривают необходимость принятия нормативных актов, развивающих их положения.

## История конституций

### Основные законы Древнего мира
Прообразами современных конституций можно считать учредительные законы, устанавливавшиеся в древнегреческих полисах, как правило, особыми законодателями, из которых наиболее известны законы Солона и Клисфена в Афинах. В Риме в роли такого законодателя выступил царь Сервий Туллий. Спартанская неписаная конституция приписывалась легендарному Ликургу (её истинный автор неизвестен). Конституционный характер в Спарте носила устно передававшаяся «Большая ретра» (постановление) гласившая: Пусть народ будет разделён на филы и обы. Пусть в герусию входит вместе с царями 30 человек, а народ время от времени собирается у реки Еврота на собрания. Там пусть народу предлагают решения, которые он может принять или отклонить. У народа пусть будет высшая власть и сила.

### Средневековые своды законов
Конституция семнадцати статей — японская конституция 604 года.
Предшественниками современных конституций стали средневековые своды законов.
Мединская конституция — договор 622 года между мусульманской общиной Мухаммеда и жителями Медины, трактуемый как первая мусульманская конституция.
В частности, Законоправило (номоканон) святого Саввы было первым уставом Сербии с 1219 года, сборником гражданского права, основанного на римском праве и каноническом праве Вселенских соборов, и его основной целью было организовать функционирование молодого сербского королевства и сербской церкви. Святой Савва начал работу над сербским Номоканоном в 1208 году, находясь на горе Афон, используя «Номоканон в четырнадцати титулах», «Синопсис Стефана Ефесянина», «Номоканон Иоанна Схоластика», документы Вселенских соборов, которые он модифицировал каноническими комментариями Аристиноса и Иоанна Зонара, местные церковные собрания, правила святых отцов, закон Моисея, перевод Прохирона и новеллы византийских императоров (большинство из них были взяты из новелл Юстиниана и Corpus iuris civilis). Номоканон был новым сводом гражданских и канонических правил, взятых из византийских источников и приспособленных к сербским условиям. Юридические трансплантации римско-византийского права стали основой сербского средневекового закона.
Стефан Душан, император сербов и греков, принял Законник в Сербии на двух государственных съездах: в 1349 году в Скопье и в 1354 году в Сере. Этот свод законов регулировал все социальные сферы. Кодекс был основан на римско-византийском праве. Юридическая трансплантация примечательна статьями 171 и 172 Кодекса Душана, которые регулируют юридическую независимость. Они были взяты из византийского кодекса Василики (книга VII, 1, 16-17).
В 1529 году был принят Статут Великого Княжества Литовского, состоявший из 13 разделов (283 статьи). Уже на берестейском сейме 1544 года статут был подвергнут пересмотру, а окончательная версия была издана в 1588 году и действовала до полной отмены в 1840 году.
Одной из самых старых действующих конституций мира является Основной закон Сан-Марино, который был принят ещё в 1600 году, при том что базировался этот закон на городском уставе, принятом ещё в 1300 году. Следует, однако, учитывать, что Декларацией прав граждан и основных принципов государственного устройства он был дополнен только в 1974 году.

### Конституции Нового времени
Первой конституцией в современном смысле этого понятия, — то есть документ, описывающий и устанавливающий разделение властей и компетенцию каждой из них, — является Конституция США (принята 17 сентября 1787 года), ратифицированная штатом Делавэр 7 декабря 1787 года. К первым писаным конституциям на Европейском континенте также относят Конституцию Речи Посполитой (принята 3 мая 1791 года) и Конституцию Франции (принята 3 сентября 1791 года). Обе конституции просуществовали недолго, в Речи Посполитой — из-за окончательного раздела страны, во Франции — из-за развития революционных событий.

## Значимость текста конституции
Несмотря на то, что в последнюю половину двадцатого века произошёл качественный скачок в принятии государствами по всему миру национальных конституций, существует проблема утраты значимости непосредственно самого текста конституции. К примеру, опросы населения Соединённых Штатов выявили, что основная часть американцев признаёт важность конституции США, но при этом мало кто мог сказать, каково содержание текста конституции, о чём она говорит. Известная слабость конституций, когда принципы, в них заложенные, могут с достаточной лёгкостью попираться властью, также не способствует утверждению их важности.
Тенденция потери текстом конституции своей значимости прослеживается и в научной среде. В основе этого — несколько причин. Одна из них — частое рассмотрение основного закона исключительно в юридическом его значении. Зачастую всестороннему анализу подвергаются законы и институты, основанные на конституции, рассматривается юридическое применение основного закона в судах, его влияние на формирование законодательной и исполнительной власти. Попытки приблизиться к самому тексту зачастую заканчиваются той или иной интерпретацией текста, а не ответом на вопрос о необходимости текста как такового. Другой стороной медали оказывается подход, когда конституции рассматриваются в жёсткой привязке к конкретным условиям, что означает значимость документа лишь для ограниченной территории, ограниченного числа людей и на ограниченное время. Когда какой-либо текст начинает приобретать значение, только исходя из обширности и глубины анализа условий его появления или интерпретаций его применения, это означает снижение значимости самого текста.
На самом деле непосредственно значим сам текст основного закона, который создаётся с определёнными целями и имеет важное символическое значение. Конституции могут формировать гражданский характер страны, помогать в самоидентификации нации. Тексты лучших конституций обладают столь сильным духом, что служат предметом гордости и почитания народа. Худшие же способны подчеркнуть всю разобщённость населения.
Несмотря на огромные различия, большинство конституций схоже по выполняемым ими функциям, что означает значимость самого текста, а не только порождённых им политических и юридических институтов. Изначальной и наиболее важной функцией является ограничение власти правящего лица. Это является ответом на главные вопросы создателей: для чего нужен текст конституции и что он должен делать. Среди других функций можно назвать: разрушение старого политического режима и образование нового; создание образа политического будущего, который будет источником вдохновения для населения; обозначение структуры политических институтов; разрешение конфликта институтов в стране; обеспечение прав для меньшинств и их включение в политический диалог и др. Разные конституции могут иметь или не иметь в своём тексте те или иные функции, они могут оставаться лишь словами на бумаге, однако создание текста конституции как такового служит вполне определённым целям.
Тексты конституций, начиная с самых первых и до наших времён, ощутимо изменились. Они стали более длинными, а если раньше в них закреплялись лишь базовые принципы, то теперь они более детальны, что, возможно, означает снижение их эффективности. Особенно подробными являются конституции стран восточной Европы, когда в тексты встраивались все сложнейшие экономические и политические особенности перехода от социализма к новым общественным порядкам.

## Конституционализм в России
В России первая попытка создания сословной конституции, ограничивающей самодержавную власть посредством представительного органа и дающей дворянству сословные права, была предпринята в 1730 году в движении, возбуждённом верховниками. Позже ряд конституционных функций должно было выполнять планировавшееся Уложение, для разработки которого Екатерина II созвала Уложенную комиссию.
Впоследствии конституционные проекты разрабатывались окружением Александра I («Введение к уложению государственных законов») и декабристами, известен также проект конституционного характера М. Т. Лорис-Меликова, подписанный Александром II в день его гибели, но так и не вступивший в силу. В 1905—1906 годах были приняты такие основополагающие правовые акты, как Манифест 17 октября 1905 года и Манифест 20 февраля 1906 года, вследствие чего Основные государственные законы Российской империи в новой редакции фактически стали первой конституцией России.
1918 — Первая конституция советской России;
1925 — Конституция РСФСР, как союзной республики;
1937 — Конституция РСФСР;
После распада СССР с 1991 года в Российской Федерации действовала Конституция РСФСР 1978 года с внесёнными в неё Съездом народных депутатов многочисленными поправками. 12 декабря 1993 года была принята новая Конституция Российской Федерации.
- Особый порядок принятия и изменения конституции.

Принятие конституции происходит с соблюдением принципа гласности и при наличии повышенного общественного интереса. Также особый порядок принятия может заключаться в специальной организации всенародного обсуждения проекта Конституции. В СССР подобные мероприятия проводились в 1936 и 1977—1978 годах.
Кроме того, особый порядок выражается в вынесении вопроса о принятии Конституции на референдум. Его результаты являются обязательными для всех и означают принятие либо непринятие предложенного населению варианта основного закона. В случае её принятия она принимает обязательную силу. Однако, это не исключает факта официального провозглашения принятия Конституции и вступления её в силу парламентом, президентом государства или центральной избирательной комиссией.
Особым порядком изменения Конституции называются специально усложнённые процедуры представления проектов, обсуждения и принятия законов о внесении в неё изменений.
Закон о порядке внесения изменений и дополнений в Конституцию принимается парламентом, который обычно сопровождается требованием квалифицированного большинства голосов в пользу принятия такого закона.
Специальные требования к процедуре изменения и дополнения Конституции вызваны необходимостью обеспечения её стабильности.

## Комментарии
1. ↑  Первенство США в создании национальной конституции оспаривается. Историки трактуют данный термин по-разному, однако и американской, и польской конституциям предшествовали документы, в названии которых упоминается именно это слово, например, Конституция Корсики 1755 года (см. Dorothy Carrington, The Corsican constitution of Pasquale Paoli (1755—1769), The English Historical Review ,1973).